# Mia Sara
Mia Sarapocciello, más conocida como Mia Sara, (Nueva York, 19 de junio de 1967) es una actriz estadounidense actualmente retirada y conocida por su aparición en películas juveniles de la década de los ochenta como Legend (1985), Ferris Bueller's Day Off (Todo en un día, 1986) y "Hasta que volvamos a encontrarnos" (1989). Y varias películas  en la década de los noventa como "El llamado de la selva" (1993), "Expreso a Beijing" (1995), "Atrapados" (1996) y "20.000 leguas de viaje submarino" (1997).

## Biografía
Mia Sara nació en Brooklyn Heights, un barrio de New York, y es hija de Jerome Sarapocciello y Diana, ambos descendientes de italianos, una pareja dedicada a la fotografía. Mia asistió a la Ann's School de Brooklyn.

### Carrera
Mia Sara tuvo su primera oportunidad al actuar junto a Tom Cruise en la película Legend de 1985, interpretando a la joven princesa Lilly. Fue bien acogida por su actuación a dúo con Matthew Broderick en Ferris Bueller's Day Off. En 1994 tuvo una destacada interpretación como Melissa Walker en el film Timecop junto a Jean Claude Van Damme, que tuvo buenas críticas y le granjeó un premio Saturno como mejor actriz de reparto. Posteriormente interpretó a la princesa Langwidere en el film The Witches of Oz (2011) del director Leigh Scott.

### Vida personal
Mia Sara estuvo casada con Jason Connery (hijo de Sean Connery) desde 1996 hasta el año 2002, y tuvieron un hijo nacido en 1997 llamado Dashiell Quinn Connery. En 2010 contrajo matrimonio con su pareja Brian Henson, sucesor e hijo de Jim Henson, creador de The Muppets, con el cual había tenido una hija en 2005, Amelia Jane Henson.

## Filmografía parcial
- Legend (1985), de Ridley Scott
- Ferris Bueller's Day Off (1986), de John Hughes
- Queenie (1987), de Larry Peerce  Dos episodios.
- Shadows in the Storm (1988), de Terrell Tannen
- Apprentice to Murder (1988), de Ralph L. Thomas
- Volveremos a vernos (Till we meet again, 1989), de Charles Jarrott. Dos episodios.
- By the Sword (1991), de Jeremy Kagan
- A Climate for Killing (1991), de J. S. Cardone
- A Stranger Among Us (1992), de Sidney Lumet
- Caroline at Midnight (1994), de Scott McGinnis
- Timecop (1994), de Peter Hyams
- The Set Up (1995), de Strathford Hamilton
- Bullet to Beijing (1995), de George Mihalka
- The Maddening (1996), de Danny Huston
- Undertow (1996), de Eric Red
- 20.000 leguas de viaje submarino (20,000 leagues under the sea) (1997), de Rod Hardy
- Dazzle (1999), de David Lister
- The Incredible Elephant (2001), de Martin Wood
- Jack and the Beanstalk: The Real Story (2001), de Brian Henson
- Birds of Prey (2002/2003). Trece episodios.
- Nightmares & Dreamscapes (2006), de Brian Henson. Un episodio, "Battleground".
- Tinseltown (2007). Corto para televisión.
- The Witches of Oz (2011). Serie para televisión. Dos episodios.
- Dorothy and the Witches of Oz (2012).
- Pretty Pretty (2013).